# François de La Ramée
Pour les articles homonymes, voir De La Ramée.
François de La Ramée, né vers 1572 et mort le 8 mars 1596 à Paris, est un imposteur ou un fou français, condamné à mort pour s'être prétendu roi de France en tant que fils de Charles IX.

## Biographie
Né vers 1572, François a grandi au domicile de Gilles de La Ramée, un écuyer poitevin dont il est peut-être un bâtard. Cet écuyer vivait au village de La Ramée, qui pourrait être identifié avec un lieu-dit de l'actuelle commune du Boupère (Vendée).
Après la mort de Gilles de La Ramée, survenue vers 1592, François quitte le Poitou. Vers 1593, il aurait servi dans l'armée de Charles de Mayenne, chef de la Ligue catholique combattant le roi Henri IV.
Prétendant avoir appris par une révélation divine qu'il est le fils de Charles IX (mort en 1574) et d'Élisabeth d'Autriche (morte en 1592) et qu'il a été secrètement écarté de la succession royale par Catherine de Médicis, François se rend en 1595 à Reims, où il annonce son intention d'être sacré roi de France. Aidé et protégé par quelques nobles, il parvient à convaincre plusieurs personnes crédules, ce qui alerte les autorités. Arrêté sur ordre de Pierre d'Amours (1541-1605), conseiller au Parlement de Paris, François est jugé pour crime de lèse-majesté par le bailli de Vermandois, qui le condamne le 29 février à faire amende honorable devant le portail de la cathédrale, pieds nus, en chemise et un cierge à la main, avant d'être pendu sur la place du marché au blé.

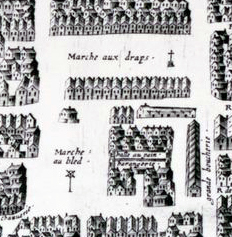
La place du marché au blé à Reims (plan de 1618).

La sévérité du verdict s'explique par le fait que le pays sort péniblement d'une guerre civile, la 8e guerre de religion, et que le roi Henri IV, encore contesté par certains de ses sujets catholiques en raison de son passé protestant, vient à peine de soumettre la Ligue catholique, qui lui avait opposé un roi concurrent en la personne du cardinal de Bourbon et l'avait empêché d'être sacré à Reims. Pourtant, le roi ne semble pas s'être inquiété outre mesure de l'acte de La Ramée. En effet, après avoir appris l'incident, Henri IV a déclaré en riant que le jeune homme venait trop tard et qu'il aurait dû mettre son plan à exécution quand lui, le roi, était encore à Dieppe, faisant ainsi probablement allusion à sa situation difficile avant sa victoire contre la Ligue à Arques, aux portes de Dieppe.

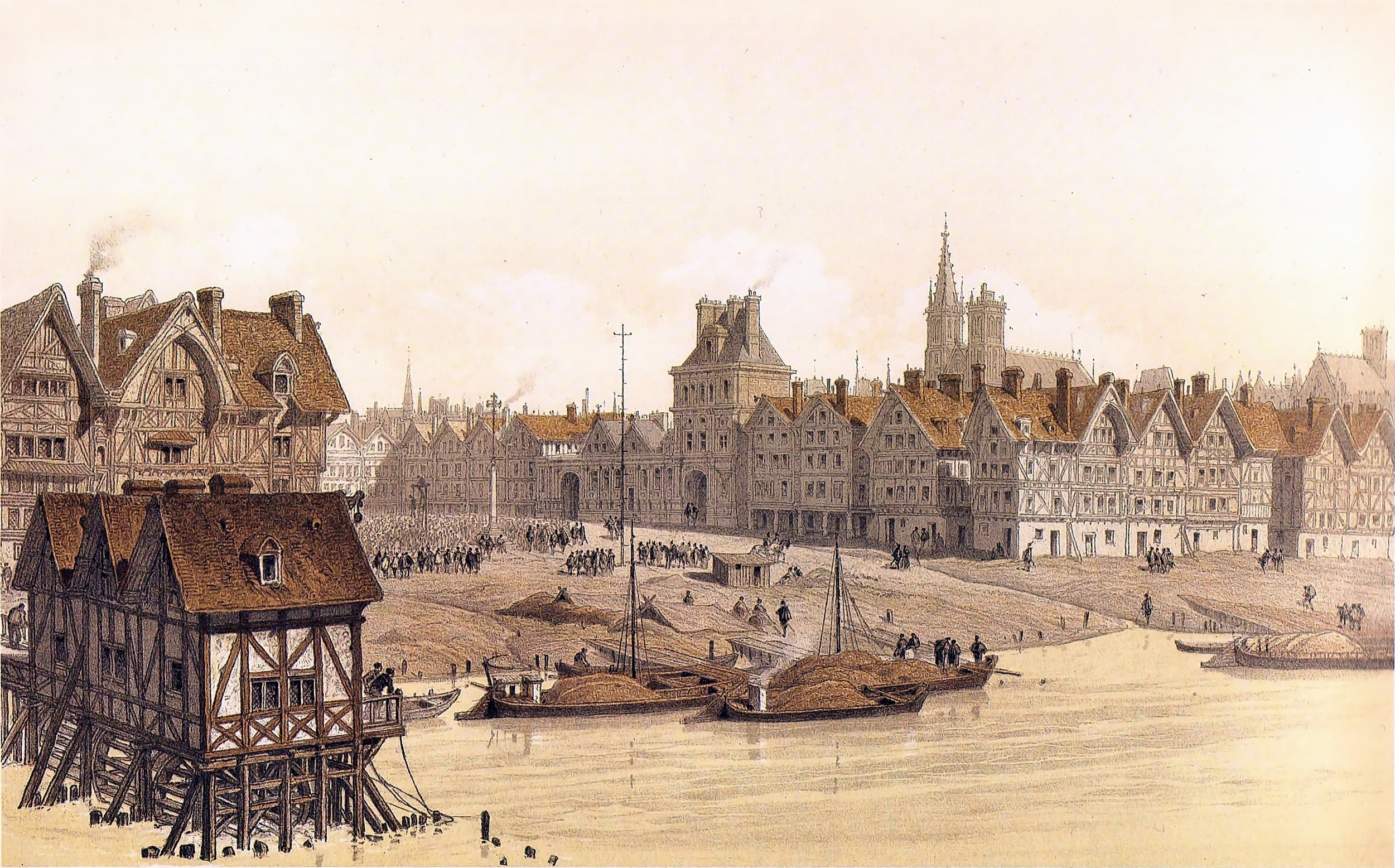
Une pendaison en place de Grève à la fin du XVI (reconstitution par Hoffbauer, XIX).

Ayant fait appel du jugement auprès de la justice royale, François est transféré à Paris et incarcéré à la Conciergerie en attendant son jugement par le Parlement de Paris. Il est accompagné par un complice, ou plutôt une dupe, qui l'avait hébergé chez lui, à Vaulx, lors de son expédition rémoise. Nommé Jean Foissier (ou Frissier), ce laboureur champenois a été condamné en première instance à une peine de trois ans de bannissement.
Après avoir interrogé François, qui persiste dans ses déclarations et aggrave son cas en affirmant qu'il n'hésiterait pas à tuer Henri IV sur le champ de bataille et en annonçant vouloir achever la Saint-Barthélémy après son avènement au trône, les magistrats décident de confirmer la condamnation, qui est exécutée en place de Grève le 8 mars suivant. Après le supplice, le corps du condamné est réduit en cendres.
Pendant son incarcération à la Conciergerie, François de La Ramée a reçu la visite de Pierre de L'Estoile qui, dans ses Mémoires-journaux, manifeste de la compassion pour ce « pauvre fol » dont le visage était, selon lui, empreint d'une certaine « majesté ».

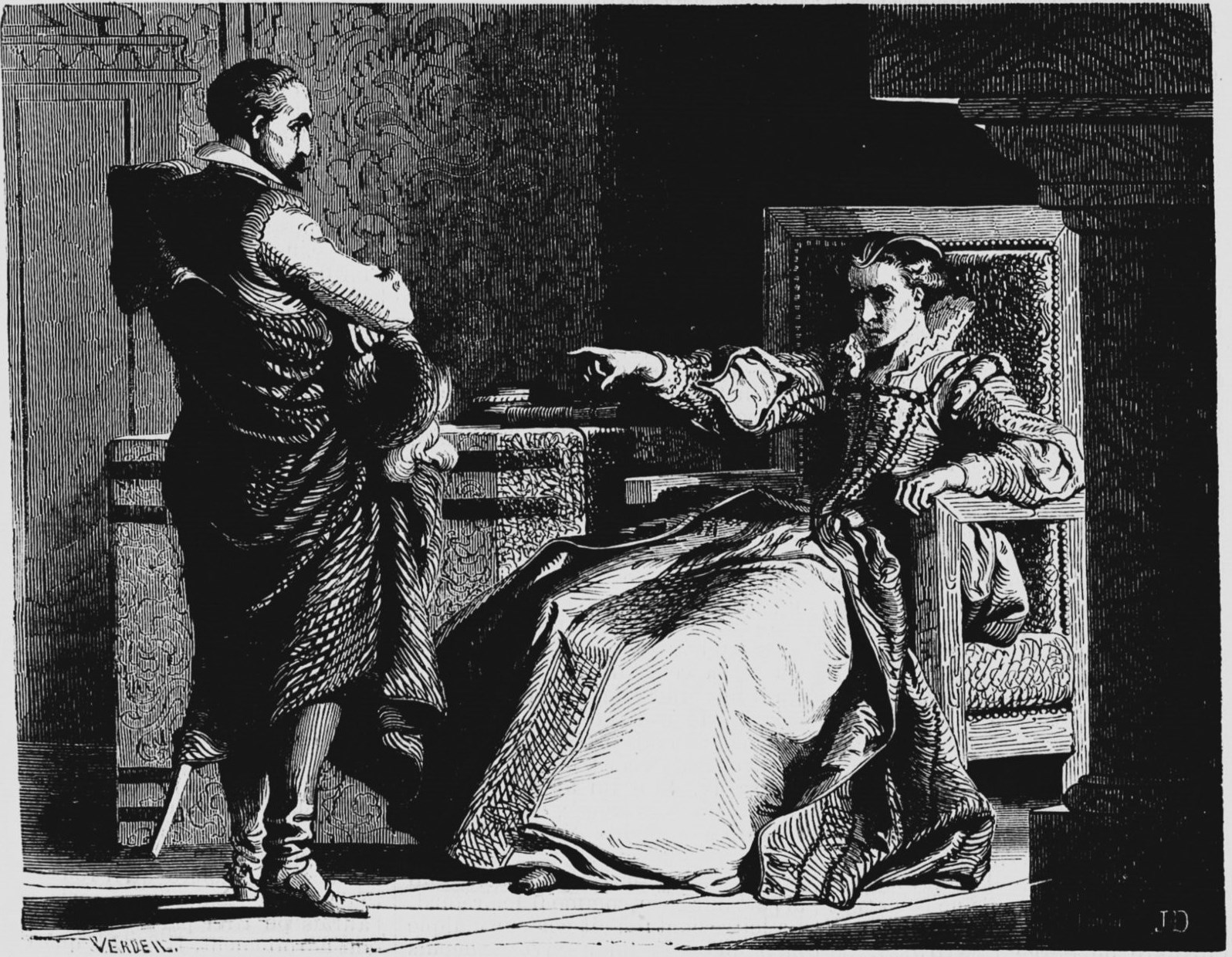
La Ramée et la duchesse de Montpensier (illustration de 1880 pour La Belle Gabrielle de Maquet).

L'histoire de La Ramée a inspiré plusieurs écrivains au XIXe siècle. Auguste Maquet en a fait l'un des personnages de La Belle Gabrielle (roman de 1854, adapté au théâtre en 1857) puis Oscar de Poli en a fait le héros du roman L'Enfant de la Maison Noire (1863).